# Município de Perry (condado de Monroe, Ohio)
O município de Perry (em inglês: Perry Township) é um município localizado no condado de Monroe no estado estadounidense de Ohio. No ano de 2010 tinha uma população de 451 habitantes e uma densidade populacional de 7,15 pessoas por km².

## Geografia
O município de Perry encontra-se localizado nas coordenadas 39° 39′ 03″ N, 81° 04′ 29″ O. Segundo a Departamento do Censo dos Estados Unidos, o município tem uma superfície total de 63.11 km², da qual 63,08 km² correspondem a terra firme e (0,04 %) 0,02 km² é água.

## Demografia
Segundo o censo de 2010, tinha 451 pessoas residindo no município de Perry. A densidade populacional era de 7,15 hab./km². Dos 451 habitantes, o município de Perry estava composto pelo 98 % brancos, o 0,22 % eram afroamericanos, o 1,55 % eram de outras raças e o 0,22 % eram de uma mistura de raças. Do total da população o 1,77 % eram hispanos ou latinos de qualquer raça.